# DB Cargo
DB Cargo (chiamata precedentemente Railion e DB Schenker Rail) è un'azienda internazionale di trasporti e logistica con sede legale a Magonza ed un ulteriore ufficio amministrativo a Francoforte sul Meno. È stata fondata durante la seconda fase della riforma del sistema ferroviario tedesco (Bahnreform) negli anni '90. DB Cargo è ora responsabile di tutte le attività di trasporto merci su rotaia riguardanti sia la compagnia ferroviaria tedesca Deutsche Bahn (il Gruppo DB) in Germania che a livello globale con società controllate. Sigrid Evelyn Nikutta è diventato l' A.D. di DB Cargo nel 2020.
Tra i servizi forniti da DB Cargo si annoverano sia i servizi di trasporto a treno completo che a carro singolo, quest'ultimo tipo abbandonato da molti dei rivali dell'azienda. Considerando il numero di chilometri percorsi, DB Cargo è leader di mercato sia in Germania che in Europa, sebbene i suoi servizi di trasporto siano in calo da diversi anni. Per quanto riguarda la lotta contro il cambiamento climatico, DB Cargo sta diventando sempre più importante perché offre opzioni di trasporto ad emissioni zero.

## Storia

### Riforma ferroviaria tedesca
Verso la fine degli anni '90 l'attività operativa di Deutsche Bahn venne riorganizzata in cinque società per azioni giuridicamente indipendenti. Questa misura fece parte della seconda fase della riforma ferroviaria tedesca. Nell'ambito di tale riforma, una società fu inizialmente costituita nel 1997 per agevolare la trasformazione della divisione del trasporto merci su rotaia pubblica in un'impresa privata prima che la società DB Cargo AG fosse infine fondata il 1º gennaio 1999. La sede della DB Cargo AG viene stabilita a Magonza.

## Filiali
All'interno del Gruppo DB, DB Cargo è responsabile del coordinamento e del controllo delle seguenti società, attive nel trasporto ferroviario di merci:
- DB Cargo Belgium, Antwerpen, Belgio[19]
- DB Cargo Bulgaria, Karlowo, Bulgaria
- DB Cargo Czechia, Ostrava, Repubblica Ceca[20]
- DB Cargo Scandinavia, Taastrup, Danimarca (ehemals DSB Cargo)[21]
- DB Cargo Eurasia GmbH, Berlino, Germania [22]
- DB Cargo Hungária, Győr, Ungeria[23]
- DB Cargo Italia, Viale Vincenzo Lancetti, 29 Milano (MI), Italia (con minoranza azionaria del Gruppo FNM)[24]
- DB Cargo Nederland, Utrecht, Paesi Bassi [25]
- DB Cargo Polska, Zabrze, Polonia [26]
- DB Cargo Romania, Timisoara, Romania[27]
- DB Cargo Russija, Mosca, Russia
- DB Cargo Schweiz, Basel, Svizzera [28]
- DB Cargo UK, Doncaster, Regno Unito[29]
- DB Cargo France (ex Euro Cargo Rail), Parigi, Francia[30][31]
- RBH Logistics, Gladbeck, Germania
- Transfesa (Transportes Ferroviarios Especiales), Madrid, Spagna[32]